# Forsås-Ottringen
Forsås-Ottringen är en sjö i Sollefteå kommun i Ångermanland och ingår i Ångermanälvens huvudavrinningsområde. Sjön har en area på 0,368 kvadratkilometer och ligger 233 meter över havet.

## Delavrinningsområde
Forsås-Ottringen ingår i det delavrinningsområde (706046-153142) som SMHI kallar för Mynnar i Fjällsjöälvens vattendragsyta. Medelhöjden är 258 meter över havet och ytan är 47,9 kvadratkilometer. Det finns inga avrinningsområden uppströms utan avrinningsområdet är högsta punkten. Ottran som avvattnar avrinningsområdet har biflödesordning 3, vilket innebär att vattnet flödar genom totalt 3 vattendrag innan det når havet efter 123 kilometer. Avrinningsområdet består mestadels av skog (78 procent) och sankmarker (13 procent). Avrinningsområdet har 1,98 kvadratkilometer vattenytor vilket ger det en sjöprocent på 4,1 procent.